# Eitel Frederik van Hohenzollern-Sigmaringen

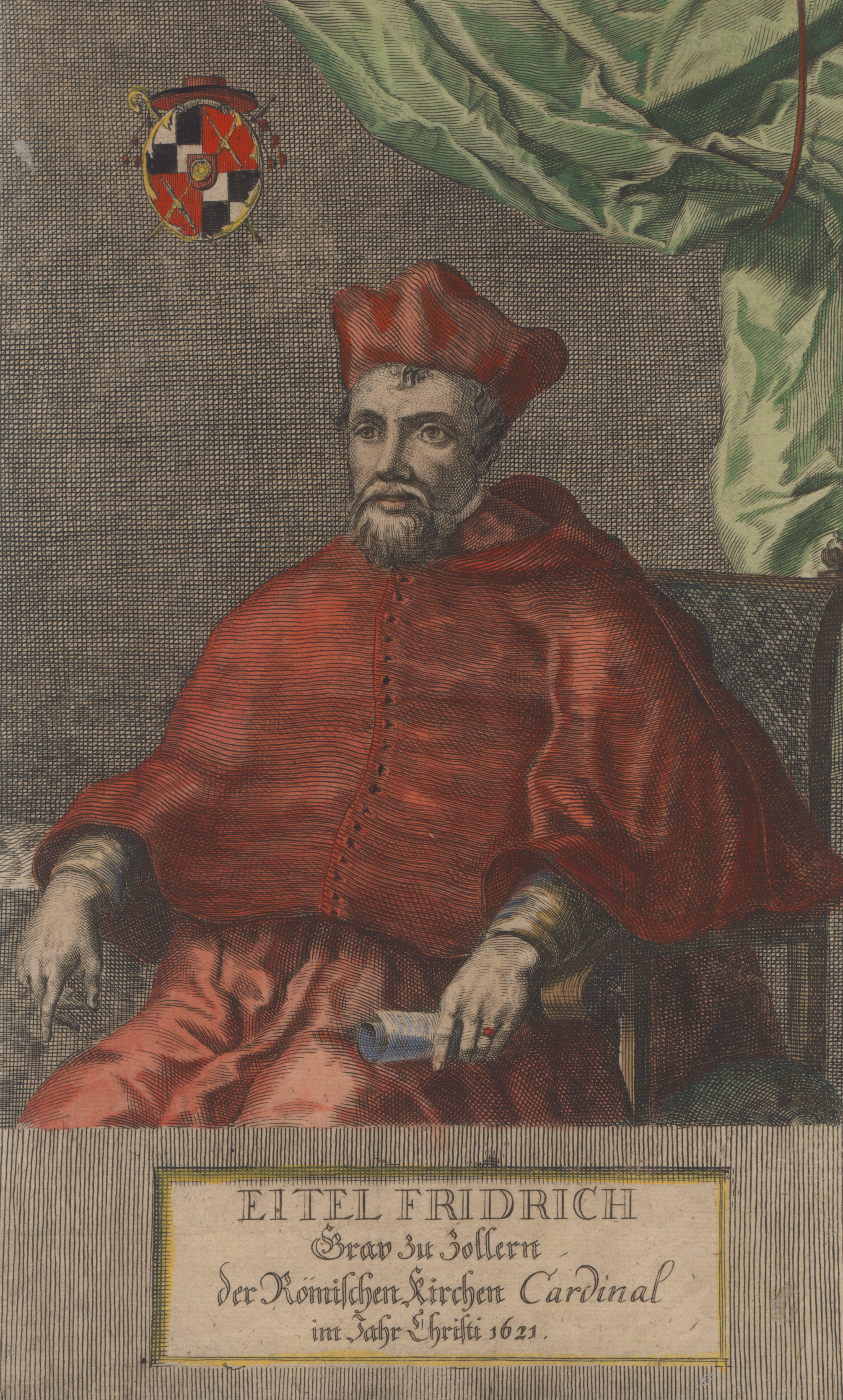
Kardinaal Eitel Frederik van Hohenzollern-Sigmaringen.

Eitel Frederik van Hohenzollern-Sigmaringen (Sigmaringen, 26 september 1582 - Iburg, 19 september 1625) was een Duits kardinaal en van 1623 tot 1625 bisschop van Osnabrück. Hij behoorde tot het huis Hohenzollern-Sigmaringen.

## Levensloop
Hij was de vierde zoon van graaf Karel II van Hohenzollern-Sigmaringen uit diens eerste huwelijk met Euphrosina, dochter van graaf Frederik V van Oettingen-Wallerstein. De familie werd in 1623 in de rijksgravenstand verheven.
Eitel Frederik ontving op zijn zesde de lagere wijding en studeerde daarna aan de Pauselijke Universiteit Gregoriana in Rome, alvorens hij in 1610 deken van het kapittel en in 1612 proost van de Dom van Keulen werd. Hij groeide al snel uit tot een van de belangrijkste adviseurs van Ferdinand van Beieren, keurvorst-aartsbisschop van Keulen, probeerde in 1619 vergeefs aartsbisschop van Salzburg te worden en werd in november 1621 door paus Gregorius XV tot kardinaal benoemd. Eitel Frederik ging hierdoor deel uitmaken van de Romeinse Curie en in 1622 werd hij lid van de pas opgerichte missiecongregatie Propaganda Fide.
Op 18 april 1623 werd de kardinaal verkozen tot bisschop van Osnabrück, maar toch resideerde hij in het Slot van Iburg. Eitel Frederik was sinds 1574 de eerste katholieke bisschop van het Hoogstift en nam in 1624 zijn bisdom officieel in bezit. Hij startte meteen omvangrijke hervormingen op en voerde de Gregoriaanse kalender in. In hetzelfde jaar gaf hij de Jezuïeten het Gymnasium Carolinum. Met de invoering van de functie van vicaris-generaal leidde hij een hervorming van het beheer van het bisdom in. Zijn hervormingsbeleid werd na zijn dood in september 1625 voortgezet door zijn opvolger Franz Wilhelm von Wartenberg.
- Gemeinsame Normdatei: 118064479
- International Standard Name Identifier: 0000 0000 1000 3257
- Virtual International Authority File: 42625194
- WorldCat: E39PBJxWWWwj33vdpFQgC3bTpP